# Operadors de Laplace en geometria diferencial
En geometria diferencial hi ha una sèrie d'operadors diferencials el·líptics, lineals i de segon ordre que porten el nom de Laplacià. Aquest article ofereix una visió general d'alguns d'ells.

## Connexió Laplacià
La connexió Laplacià, també coneguda com a Laplacià aproximat, és un operador diferencial que actua sobre els diversos paquets de tensors d'una varietat, definit en termes d'una mètrica riemanniana o pseudoriemanniana. Quan s'aplica a funcions (és a dir, tensors de rang 0), la connexió laplacià sovint s'anomena operador de Laplace-Beltrami. Es defineix com la traça de la segona derivada covariant:
{\displaystyle \Delta T={\text{tr}}\;\nabla ^{2}T,}
on T és qualsevol tensor, {\displaystyle \nabla } és la connexió Levi-Civita associada a la mètrica, i la traça es pren respecte a la mètrica. Cal recordar que la segona derivada covariant de T es defineix com
{\displaystyle \nabla _{X,Y}^{2}T=\nabla _{X}\nabla _{Y}T-\nabla _{\nabla _{X}Y}T.}
Cal tenir en compte que amb aquesta definició, la connexió laplacià té espectre negatiu. En funcions, concorda amb l'operador donat com a divergència del gradient.
Si la connexió d'interès és la connexió Levi-Civita es pot trobar una fórmula convenient per al laplacià d'una funció escalar en termes de derivades parcials respecte a un sistema de coordenades:
{\displaystyle \Delta \phi =|g|^{-1/2}\partial _{\mu }\left(|g|^{1/2}g^{\mu \nu }\partial _{\nu }\phi \right)}
on {\displaystyle \phi } és una funció escalar, {\displaystyle |g|} és el valor absolut del determinant de la mètrica (el valor absolut és necessari en el cas pseudoriemannià, per exemple, en la Relativitat General) i {\displaystyle g^{\mu \nu }} denota la inversa del tensor mètric.

## Laplacià de Hodge
El Laplacià de Hodge, també conegut com a operador de Laplace–de Rham, és un operador diferencial que actua sobre formes diferencials. (En resum, és un operador de segon ordre a cada potència exterior del paquet cotangent). Aquest operador es defineix en qualsevol varietat equipada amb una mètrica riemanniana o pseudoriemanniana.
{\displaystyle \Delta =\mathrm {d} \delta +\delta \mathrm {d} =(\mathrm {d} +\delta )^{2},\;}

## Laplacià de Bochner
El laplacià de Bochner es defineix de manera diferent de la connexió laplacià, però els dos només es diferencien per un signe, sempre que es defineixi el primer. Sigui M una varietat compacta i orientada equipada amb una mètrica. Sigui E un paquet vectorial sobre M equipat amb una mètrica de fibra i una connexió compatible, {\displaystyle \nabla }. Aquesta connexió dona lloc a un operador diferencial
{\displaystyle \nabla :\Gamma (E)\rightarrow \Gamma (T^{*}M\otimes E)}

## Laplacià de Lichnerowicz
El Laplacià de Lichnerowicz es defineix en tensors simètrics prenent {\displaystyle \nabla :\Gamma (\operatorname {Sym} ^{k}(TM))\to \Gamma (\operatorname {Sym} ^{k+1}(TM))} per ser la derivada covariant simètrica. El Laplacià de Lichnerowicz es defineix llavors per {\displaystyle \Delta _{L}=\nabla ^{*}\nabla }, on {\displaystyle \nabla ^{*}} és l'adjunt formal. El Laplacià de Lichnerowicz es diferencia del tensor habitual Laplacià per una fórmula de Weitzenbock que implica el tensor de curvatura de Riemann, i té aplicacions naturals en l'estudi del flux de Ricci i el problema de curvatura de Ricci prescrit.

## Laplacià conformal
En una varietat de Riemann, es pot definir el Laplacià conformal com un operador de funcions suaus; es diferencia de l'operador de Laplace-Beltrami per un terme que implica la curvatura escalar de la mètrica subjacent. En la dimensió n ≥ 3, el laplacià conforme, denotat L, actua sobre una funció suau u per{\displaystyle Lu=-4{\frac {n-1}{n-2}}\Delta u+Ru,}